# Muhammadābād (ort i Indien, Uttar Pradesh, Mau)
Muhammadābād är en ort i Indien.   Den ligger i distriktet Mau och delstaten Uttar Pradesh, i den nordöstra delen av landet, 700 km öster om huvudstaden New Delhi. Muhammadābād ligger 77 meter över havet och antalet invånare är 24 146.
Terrängen runt Muhammadābād är mycket platt. Runt Muhammadābād är det mycket tätbefolkat, med 1 135 invånare per kvadratkilometer. Närmaste större samhälle är Mubārakpur, 10,9 km nordväst om Muhammadābād. Trakten runt Muhammadābād består till största delen av jordbruksmark.